# Río Fluviá
El río Fluviá (en catalán Fluvià) es un río del nordeste de la península ibérica que nace en las montañas del Collsacabra (Falgars d'en Bas) y desemboca en el Mediterráneo en las Marismas del Ampurdán, cerca de la localidad de San Pedro Pescador, después de recorrer 70 km por las comarcas catalanas de La Garrocha y Alto Ampurdán. Los principales afluentes del río Fluviá son el Ser, el Gurn, el Llierca y el Oix. Su ancho en la desembocadura es de algo más de 100 m, aunque interrumpidos por una barra litoral que cierra casi completamente las aguas fluviales.
Se encuentra situado en el parque natural de la Zona Volcánica de la Garrocha.

## Etimología
En la antigüedad, en latín el río recibía el nombre de Clodianum, aparentemente derivado del nombre Claudius. El topónimo aparece documentado en los siglos I y II d. C. por los geógrafos Pomponio Mela y Claudio Ptolomeo. Se desconoce el nombre que recibía el río en la lengua indígena.
A partir del siglo IX, el río aparece documentado con el nombre actual de Fluviá. Parece que pueda provenir de un fluviānus derivado de fluvius ‘río’. En ese caso, se trataría de un tautopónimo. No hay que descartar que Fluvianus pueda ser un portmanteau de fluvius Clodianus. También es verosímil que no tenga nada que ver con el latín fluvius y provenga de un nombre Flaviānus, derivado del nombre Flavius.

## Características naturales
La cabecera está orientada de N a S y recoge la humedad de los vientos de levante, que la convierten en un condensador importante (más de 1000 mm de lluvia anuales). Los relieves están constituidos, de N a S, por Capsacosta (1.111 m), Puig Estela (1.359 m), Santa Magdalena (1.247 m), Puigsacalm (1.514 m) y los riscos de Aiats (1.303 m).
A partir de Besalú se abre hacia la llanura ampurdanesa. El caudal es de 1,5 m³/s en Olot, 8 m³/s en Esponellá y unos 10 m³/s en la desembocadura. El régimen es esencialmente pluvial, con cierta influencia de la nieve de cabecera y de la Garrocha.

## Río viejo
Río Vell 'Viejo' es el nombre con el que se conoce la antigua desembocadura del río Fluviá. Se localiza a caballo de los municipios de San Pedro Pescador, La Armentera y La Escala, y ocupa una extensión de unas 125 hectáreas. Es un espacio que tiene un interés especial como refugio de hidrófitos y helófitos raros en Cataluña. Destaca por ser de las pocas zonas donde se encuentra Rumex hydrolapathum y la única área para Carex elata. Otras especies de la zona son la mansega (Cladium mariscus), Stachys palustris y Lysimachia vulgaris. Antiguamente, se había citado también en la zona el hidrocarios (Hydrocharis morsus-ranae).
En cuanto a los hábitats, están presentes los siguientes hábitats: las comunidades de Salicornia y otras plantas anuales, colonizadoras de suelos arcillosos o arenosos salinos, las dunas movientes embrionarias y las dunas movientes del cordón litoral, con barrón o carrizo (Ammophila arenaria).
En cuanto a los impactos de este espacio, destacan los vertidos de aguas residuales del campamento adyacente. Además, muchas zonas se encuentran fuertemente rellenas y algunos bordes se presentan totalmente desprovistas de vegetación, puesto que ha sido destruida.

## Afluentes
En la margen izquierda se encuentran la riera de Falgars, la riera de Joanetes, el río Gurn, la acequia de Tinosell, el torrente de Tirafaves, la riera de Ridaura, la riera de Bianya, la riera de Carrera, la riera de Camporiol, el río Llierca, el torrente del Vinyot, la riera de Sales, el río Borró, la riera de Capellada y la riera de Segarró. En la margen derecha encontramos el río Turonell, el torrente de Can Illa, la riera de Junyell y el río Ser.

## Aprovechamiento

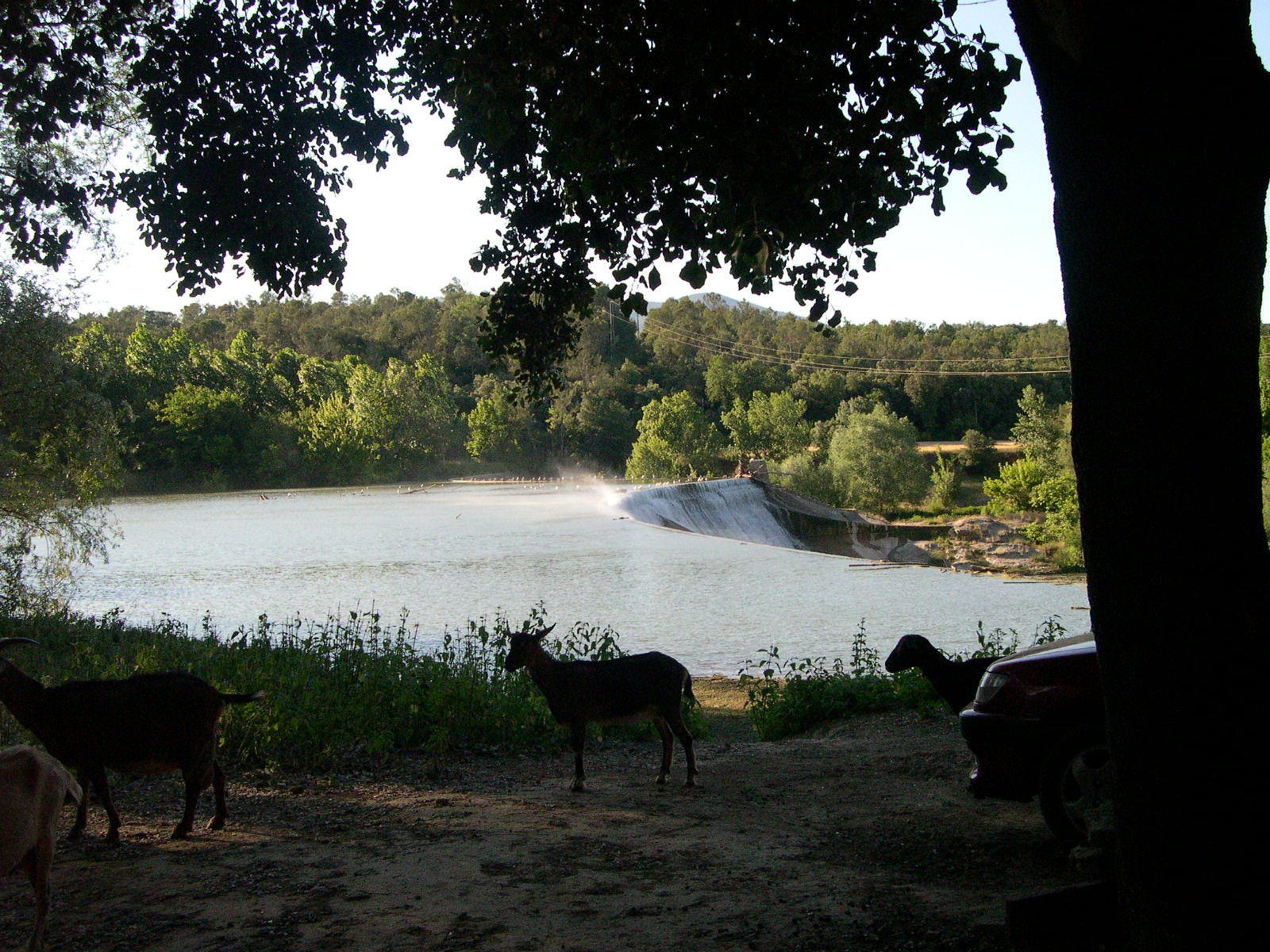
Presa de Seriñá

El agua del Fluvià es escasamente aprovechada para el regadío, debido en buena parte a una pluviometría y evaporación favorables. Con la construcción del proyectado embalse de Esponellà se hubieran podido poner en riego una importante cantidad de hectáreas de la cuenca del río, a partir de Báscara, pero finalmente el proyecto constructivo de este embalse fue descartado durante los años 70 después de la construcción del embalse de Darnius Boadella.
Más aprovechado ha sido, de lo contrario, por la industria: Sant Esteve d'en Bas, Olot, San Juan de Fuentes, Castellfollit de la Roca y Besalú utilizan la fuerza hidráulica del río para las fábricas de tejidos, de hilados, de géneros de punto y de papel. También se ha utilizado para la generación de electricidad a partir de la construcción de pequeñas centrales hidroeléctricas como las de Seriñá y Esponellá.
En alguna ocasión este río ha tenido incluso una función militar: así, a finales de la Guerra del Rosellón (1794), se estabilizó el avance francés tras la caída del castillo de Figueras, línea que fue vuelta a pasar por las fuerzas del general Urrutia en mayo de 1795, en la llamada batalla del Fluviá. Durante la guerra civil española de 1936-39, el río Fluviá fue la última línea de resistencia que se intentó establecer por parte de las fuerzas republicanas antes de la retirada total de Cataluña, en febrero de 1939.
El Fluviá provocó inundaciones con ocasión de las catastróficas lluvias de octubre de 1940, que afectaron a todo el Pirineo Oriental, especialmente a Olot.

## Poblaciones que atraviesa
- Vall de Bas
- Las Presas
- Olot
- San Juan les Fonts
- Castellfullit de la Roca
- San Jaime de Llierca
- Argelaguer
- Besalú
- Báscara
- San Miguel de Fluviá
- Torroella de Fluviá
- San Pedro Pescador